# سر و صدا را احساس کن
«سر و صدا را احساس کن» (انگلیسی: Feel the Noise) فیلمی در ژانر موزیکال است که در سال ۲۰۰۷ منتشر شد. از بازیگران آن می‌توان به جیانکارلو اسپوزیتو، مریدیت اوستروم، جنیفر لوپز، مارک آنتونی، و ملونی دیاز اشاره کرد.